# Hånick
Hånick är en by i västra delen av Harmånger socken i Nordanstigs kommun, nordöstra Hälsingland.
Hånick ligger cirka 4 kilometer väster om Harmånger. Byn ligger invid Storsjöns sydöstra vik och består av enfamiljshus samt bondgårdar. 
Norra Hälsinglands Järnväg hade en station i Hånick.